# Wudu (Sprache)
Wudu ist die Sprache des gleichnamigen Volkes der Wudu.
Die Wudu sind eines der zahlenmäßig kleinsten Völker Togos. Wudu ist vom Aussterben bedroht und gehört zu den Kwa-Sprachen.
Es soll ca. 2.000 Sprecher im Togo geben. Die Sprache Wudu wird hauptsächlich in den Oren Gbékon und Glitho verwendet.
Das Sprachgebiet der Wudu liegt zwischen dem 6. und 7. Breitengrad, östlich des Sprachgebietes der Sprache Mahi. Im Süden grenzt es an die Sprachgebiete der Sprachen Fon und Aja.